# Beurville
Beurville ist eine französische Gemeinde mit 102 Einwohnern (Stand: 1. Januar 2022) im Département Haute-Marne in der Region Grand Est. Sie gehört zum Kanton Joinville und zum Arrondissement Saint-Dizier. 

## Geografie
Die Gemeinde Beurville liegt 25 Kilometer südlich des größten französischen Stausees Lac du Der-Chantecoq an der Grenze zum Département Aube. Sie ist umgeben von folgenden Nachbargemeinden:
| Nully, Thil | Blumeray                                    | Cirey-sur-Blaise |
| Thors       | Kompassrose, die auf Nachbargemeinden zeigt | Bouzancourt      |
| Saulcy      | Rizaucourt-Buchey                           | Daillancourt     |

## Bevölkerungsentwicklung

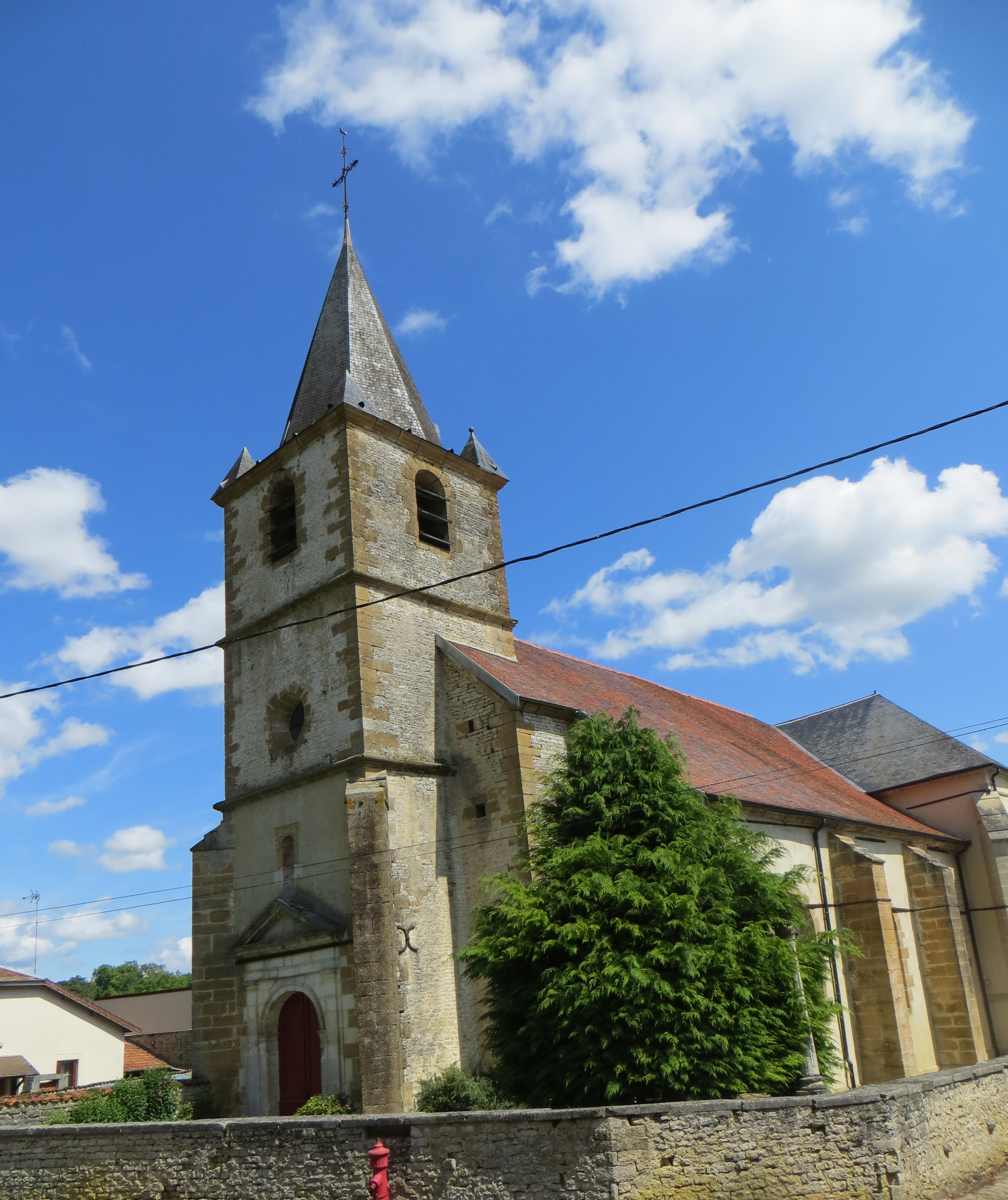
Kirche Saint-Étienne

| Jahr                       | 1962 | 1968 | 1975 | 1982 | 1990 | 1999 | 2008 | 2018 |
| -------------------------- | ---- | ---- | ---- | ---- | ---- | ---- | ---- | ---- |
| Einwohner                  | 216  | 182  | 175  | 150  | 138  | 111  | 103  | 104  |
| Quellen: Cassini und INSEE |      |      |      |      |      |      |      |      |